# She's About a Mover
She's About a Mover è una canzone del 1965 del Sir Douglas Quintet, composta da Doug Sahm.

## Il brano
Pubblicata come singolo, la versione originale è arrivata al quindicesimo posto nella classifica Official Singles Chart; è anche arrivata al primo posto nella classifica di canzoni texane redatta dalla rivista Texas Monthly ed è entrato nella Grammy Hall of Fame Award 2016. 
Il brano, cantato da Doug Sahm, che suona anche la chitarra, è caratterizzato da un riff di organo, suonato su un Vox Continental da Augie Meyers. Appare sull'album Mendocino del 1969. La loro versione è apparsa anche nei film Echo Party del 1986, American Boyfriends del 1989, The Doors del 1991, Riding in Cars with Boys  del 2001, Sonority Boys del 2002 e Beautiful Darling del 2010.

## La cover di Ringo Starr
Ringo Starr ha incluso una cover del brano sul suo album Old Wave del 1983; in seguito è stata inclusa sulla compilation Starr Struck: Best of Ringo Starr, Vol.2 del 1989. In Messico è stata pubblicata, dalla RCA Records, anche come lato B di I Keep Forgettin'.

### Formazione
- Ringo Starr: voce
- Joe Walsh: cori, chitarra solista
- Freebo: basso elettrico, tuba
- Sherwood Ball: chitarra
- Kal David: chitarra
- Bruce MacPherson: organo
- Peter Brunetta: batteria
- Sam Clayton: percussioni
- Joe Lala: percussioni
- Jocko Marcellino: percussioni
- Garret Adkins: trombone
- Lee Thornburg: tromba
- David Wooford: sassofono[4]